# 克洛斯特采文协定

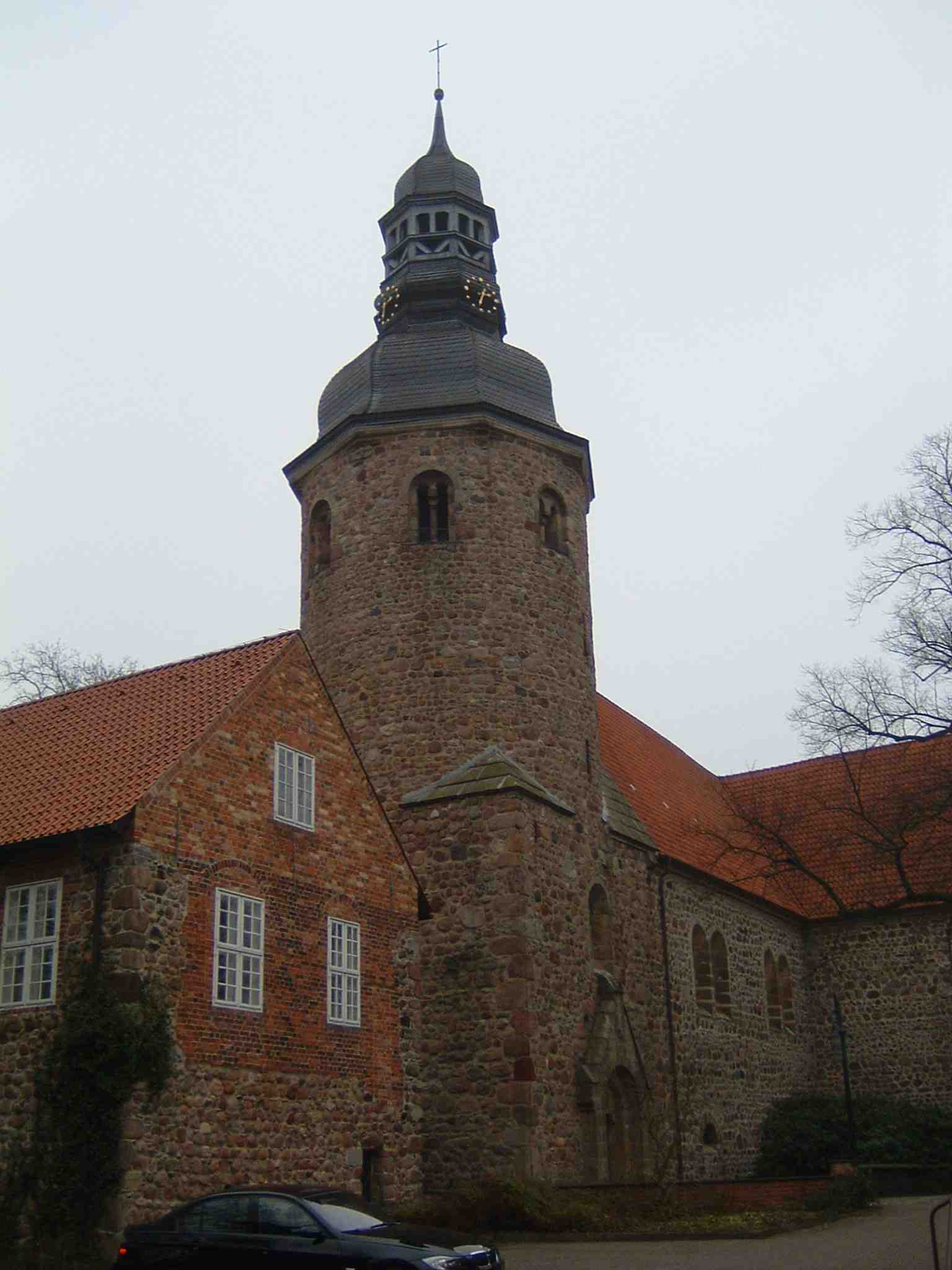
克洛斯特采文

克洛斯特采文协定（英語：Convention of Klosterzeven）或者称克洛斯特－采文协定（德语：Konvention von Kloster Zeven）由法国与汉诺威选侯国于七年战争中的1757年签署。条约导致汉诺威退出战争并被法军部分占领。这一条约是紧随汉诺威军于哈斯滕贝克之战的大败而签订的。此役过后，汉诺威军的监视部队（Army of Observation）向北撤退，直到抵达斯塔德（Stade）。
这一条约在汉诺威的盟友普鲁士国内非常不受欢迎，因为其西部边界由于此条约被极度削弱。在普鲁士于1757年11月5日在罗斯巴赫取得胜利后，乔治二世就被鼓励去不承认该条约。在腓特烈大帝与威廉·皮特的压力下，这一协定被最终废除，汉诺威在接下来的数年里重新加入战争。代表汉诺威签署这一协定的坎伯兰公爵不光彩地回到英国结束他原本受人尊敬的军事生涯。他的汉诺威军统帅职位被布伦瑞克公爵斐迪南所取代。